# Anil Mehta
Anil Mehta  to indyjski operator filmowy, reżyser i scenarzysta bollywoodzkich filmów. Na operatora filmowego uczył się w Film and Television Institute of India, w Pune. 2 nagrody - Nagroda National Film Award za najlepsze zdjęcia za Prosto z serca (1999) i Screen Weekly Nagroda za Najlepsze Zdjęcia za Lagaan: Dawno temu w Indiach. 2 nominacje do nagród - za Veer-Zaara i Gdyby jutra nie było.
Robił zdjęcia do takich filmów jak Lagaan: Dawno temu w Indiach (2001), Ukochana (2002) i Veer-Zaara (2004). 
Pierwszym filmem w jego reżyserii jest  Aaja Nachle z 2007 roku. w filmie grają Madhuri Dixit (jej powrót na ekran), Konkona Sen Sharma, Akshaye Khanna i Kunal Kapoor.

## Filmografia

### Operator filmowy
- The Cloud Door (1994)
- Khamoshi: The Musical (1996)
- Prosto z serca (1999)
- Lagaan: Dawno temu w Indiach (2001)
- Agni Varsha (2002)
- Ukochana (2002)
- Gdyby jutra nie było (2003)
- Veer-Zaara (2004)
- Nigdy nie mów żegnaj (2006)
- Marigold (2007)

### Scenarzysta
- Agni Varsha (2002)

### Reżyser
- Aaja Nachle (2007)